# Falsomordellistena bruneiensis
Falsomordellistena bruneiensis là một loài bọ cánh cứng trong họ Mordellidae. Loài này được Chûjô miêu tả khoa học năm 1964.